# ワージントン・ウィットレッジ
ワージントン・ウィットレッジ（Thomas Worthington Whittredge、1820年5月22日 - 1910年2月25日）はアメリカ合衆国の画家である。「ハドソン・リバー派」の画家の一人に数えられる。

## 略歴
オハイオ州のスプリングフィールドに生まれた。シンシナティで写生を始め、1849年に本格的に絵を学ぶためにヨーロッパに渡った。当時多くのアメリカ人が留学したデュッセルドルフに渡り、アメリカ出身の画家、エマヌエル・ロイツェの画塾で学んだ。デュッセルドルフで、アルバート・ビアスタットと友人になり、ロイツェの有名な作品『デラウェア川を渡るワシントン』のモデルも務めた。デュッセルドルフで学んだ画家たちを「デュッセルドル派」(Düsseldorf school of painting.)と呼ぶことがあり、ウィットレッジもその一人に数えられる。
ウィットレッジは10年間あまりヨーロッパに滞在し、サンフォード・ロビンソン・ギフォードなどアメリカの重要な画家たちと知り合い、ともに各地を写生した。1859年にアメリカに帰国し、ニューヨークを拠点に「ハドソン・リバー派」の風景画家としての活動を始めた。
1865年に、ギフォード、ジョン・フレデリック・ケンセットとグレートプレーンズを越えて、ロッキー山脈まで旅した。この旅でウィットレッジの代表作のいくつかが描かれた。
1874年から1875年の間、ニューヨークの美術学校、ナショナル・アカデミー・オブ・デザインの校長を務めた。1876年のフィラデルフィア万国博覧会の展覧会の選考委員などを務めた。
1880年にニュージャージー州、ユニオン郡のサミット(Summit) に移り、亡くなるまで過ごした。

## 作品

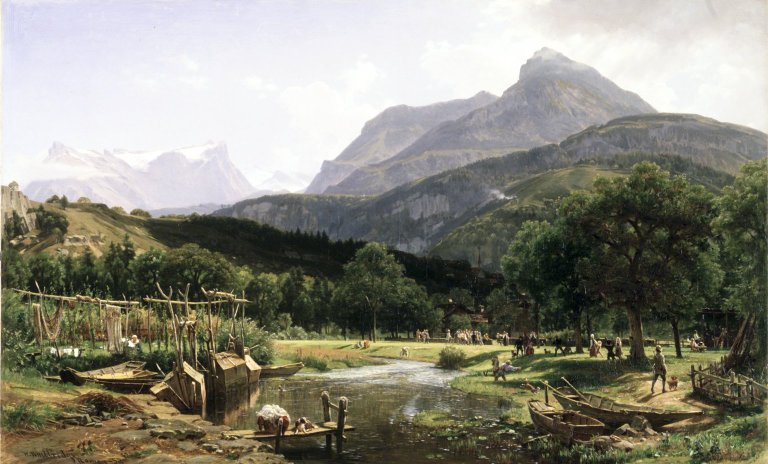
"View Near Brunnen on Lake Lucerne"
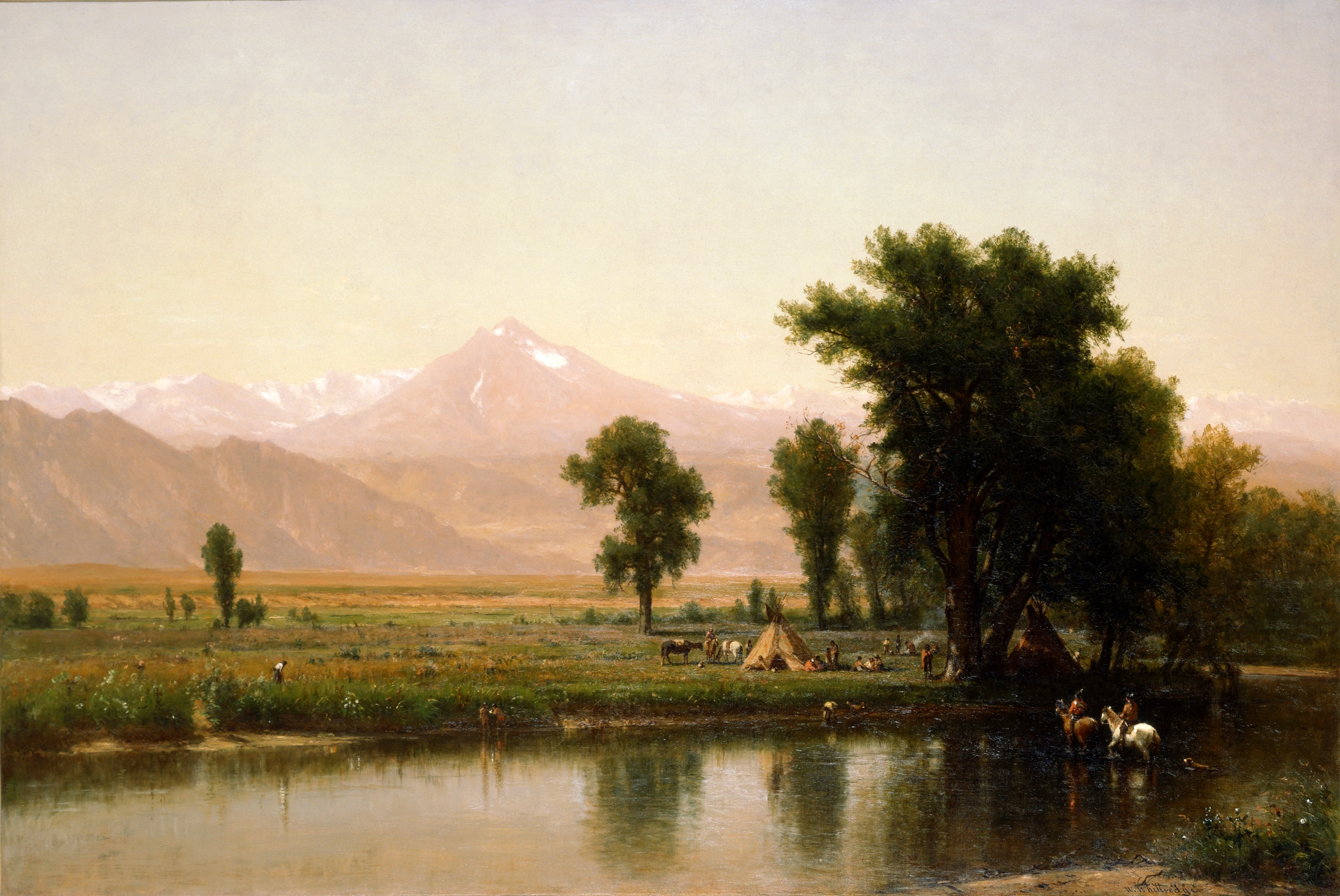
"Crossing the River Platte" (1871)
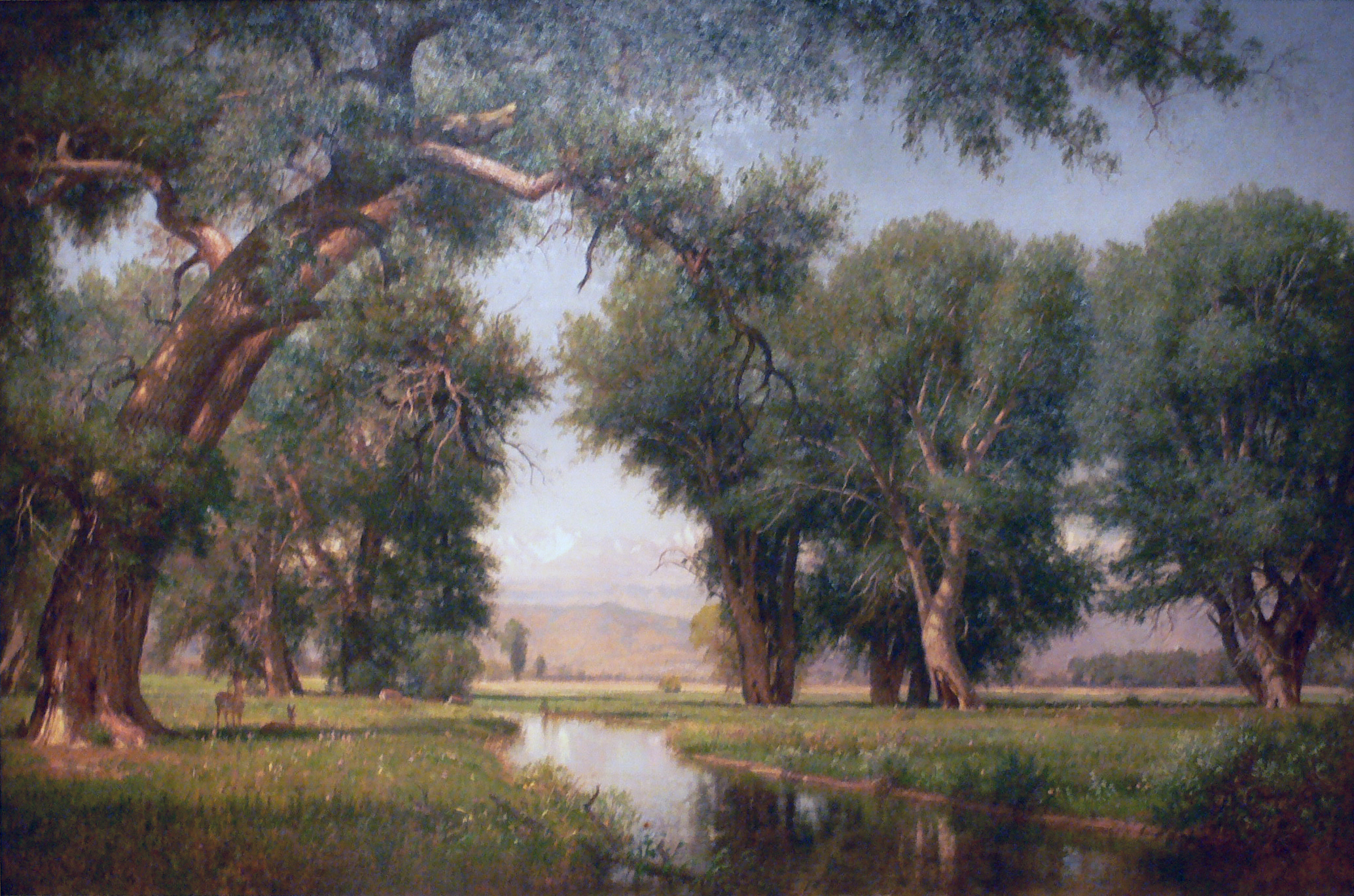
"On the Cache La Poudre River, Colorado" (1876)